# Фёдор Студит

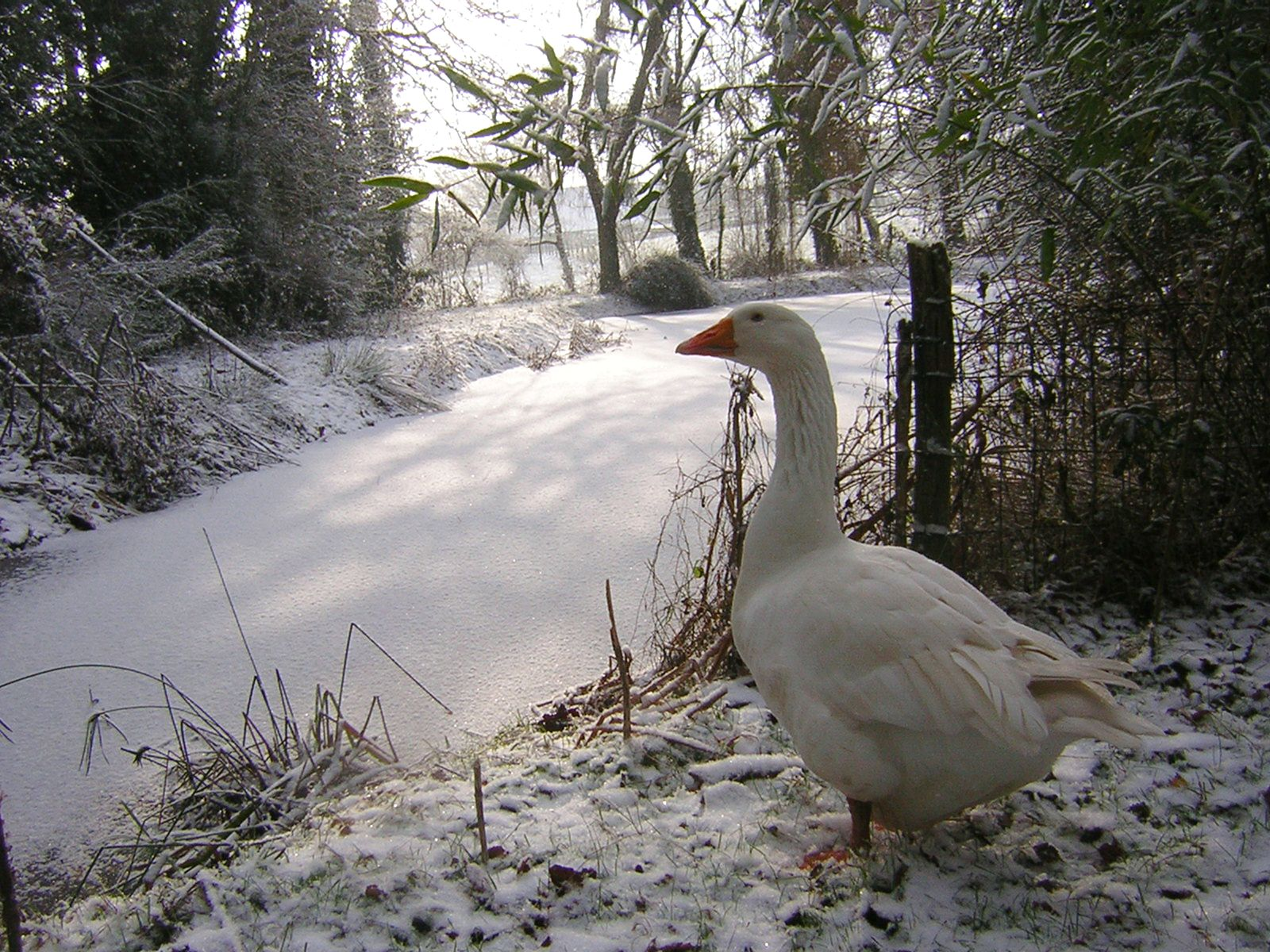
«На Мартынов день гусь выйдет на лёд — будет ещё плавать»

Фёдор Студит  — день народного календаря у славян, приходящийся на 11 (24) ноября. Название дня происходит от имени святого Феодора Студита. У восточных славян прозвище святого «Студит» связывали с похолоданием, которое наступало в это время.

## Другие названия дня
рус. Фёдор студёный, Студит, Фёдор Поминальник, Фёдор Застольник, Фёдор Заметуха, Фёдор Мороз, Фёдор Застольник — тоски покойник, Мартынов день; бел. Хведар Студзянец, Міна, Віктар, Вікенцій, Стэфаніда, Хведар, Максім, Сцяпан, Марцірый; макед. Мино, серб. и болг. Мина; серб. Мратиндан; чеш. Sv. Martin; пол. Marcin, Św. Marcina; хорв. Martinje.
В этот день  почитаются в том числе: православными славянами — Феодор Студит, Мартин Турский, Мина Котуанский; славянами-католиками — Мартин Турский; чьи имена присутствуют в названиях дня.

## Обряды и поверья
В этот день преподобному Феодору Студиту молились при разных недугах, особенно при болезни желудка.
Считалось, что «Фёдор Студит землю студит», поэтому говорили, что «со дня Фёдора Студита стало холодно и сердито». По народным поверьям, в этот день приходит на Русь настоящая зима.
В некоторых деревнях России в конце XIX века было принято есть в этот день горячие («с огня») — щи. Считалось, что чем больше таких щей съешь, тем теплее зима будет. Говорили: «На печке, да около огненных щей и в Студитов день не застудишься!».
Русские крестьяне считали, что в этот день покойники по земле и по своим родным тоскуют.
Святой Мина творил чудеса при жизни и после смерти. В Македонии существует поверье, что святой в виде всадника на коне является тем, кто к нему обращается за помощью, и помогает им.
В Болгарии в Пиринском крае считают, что Мина может послать людям тяжёлые болезни (например, эпилепсию), поэтому в этот день в церковь приносят курбан, одежду.
У католиков Святой Мартин является покровителем военных, коней, всадников, гусей и виноделов. В чешских домах в день святого Мартина обычно было весело. В домах в этот день едят гуся, запивают вином, хваля щедрого Мартина. Слуги в этот день могли выбрать нового хозяина. В старину чехи по погоде этого дня о погоде: «Если Мартин и Катержина в грязи, то Рождество будет на льду», «Если на Мартина лёд, на Рождество будет грязь». В Чехии день считают началом зимы. Это также день, когда пробуют первое вино («Святомартинское вино»), поэтому это и праздник всех виноделов.
Поляки в этот день старались приготовить гуся (В день святого Марцина много гусей зарезано — пол. Dzień świętego Marcina dużo gęsi zarzyna) и по тому, насколько заплыли жиром косточки, гадали о предстоящей зиме (На святого Марцина лучшая гусыня;
смотри на грудь, смотри на кости, какая зима придёт в гости — пол. Na świętego Marcina najlepsza gęsina; patrz na pierś, patrz na kości, jaka zima nam zagości).
У лужичан Мартинов день (в.-луж. Měrćin) — детский праздник, особенно у католиков. Дети ходят по домам собирать подарки, якобы оставленные для них св. Мартином.

## Поговорки и приметы
- Фёдор Студит землю студит[21].
- Фёдоры Студиты к Филипповкам, посту Рождественскому, студёную дорожку торят[22].
- Если день Фёдора-студита бывает тёпел, то зима будет тепла, если же холоден, то вся зима холодна[21].
- Фёдоровы ветры голодным волком воют[2].
- На Мартынов день гусь выйдет на лёд — будет ещё плавать[23].
- Климент зиму выбирает, а св. Пётр[пол.] (22 февраля) причёсывает (чеш. Kliment zimu oblibuje ji sv. Petr (22. února) ucezuje)[24].